# Arquidiocese de Saragoça
A Arquidiocese de Saragoça (Archidiœcesis Caesaraugustana) é uma arquidiocese da Igreja Católica situada em Saragoça, capital da comunidade autônoma de Aragão. É fruto da elevação da Diocese de César Augusta, criada no século I. Seu atual arcebispo é Carlos Manuel Escribano Subías. Sua Sé é a Catedral do Salvador de Saragoça e tem como catedral-basílica a Catedral-Basílica de Nossa Senhora do Pilar.

## Território
Em 2004 possuía 272 paróquias, tendo 703 padres e contando com 97% da população jurisdicionada batizada. Sua jurisdição se estende por toda a Província de Saragoça.

## História

### Era Romana (séculos I-V)
Situada originalmente em César Augusta, a diocese é uma das mais antigas da Espanha, uma vez que segundo a tradição, remonta à chegada do Apóstolo Santiago - um fato que não foi questionado até os escritos de César Barônio, que influenciado por uma história fantástica de García Loaysa y Girón, a colocou em dúvida. O Papa Urbano VIII ordenou que a velha história sobre o assunto foi reintroduzida no Breviário.
Intimamente ligada à tradição dos fundadores da Igreja de Saragoça por Santiago, é a história de Nossa Senhora do Pilar e do Santos Atanásio e Teodoro, discípulos de Santiago, que são considerados os primeiros bispos de Saragoça.
Por volta do ano 256 aparece como bispo da diocese de César Augusta Félix, defendendo a verdadeira disciplina, no caso de Basilides e Marcial, respetivamente, os bispos das dioceses de Astorga e Mérida.
São Valério, que participou do Concílio de Elvira, foi bispo entre 290 e 315 e, juntamente com seu discípulo e diácono São Vicente, foram martirizados durante a perseguição de Públio Daciano. São Vicente nasceu em Valência, onde sofreu um longo e terrível martírio. São Valério foi exilado para um lugar chamado Eneto, perto de Barbastro, onde morreu. Suas relíquias foram transferidas para Roda de Isábena inicialmente, mas o braço e a cabeça foram levados para Saragoça após a recaptura da cidade.
Acredita-se que houve perseguição a mártires anteriores em Saragoça, como sugere Prudêncio, mas não há notícia clara antes de Valério, também aparecem quando Santa Engrácia e inumeráveis Santos. Diz-se que Daciano, para detetar e destruir os fiéis de Saragoça, ordenou a liberdade prometida de culto com a condição de que todos fossem para fora da cidade a qualquer momento e por uma porta designada. Quando eles passavam o portão, foram mortos pela espada e os seus corpos queimados. Suas cinzas foram misturadas com as dos criminosos, para que eles não fossem reverenciados. Mas uma chuva espalhou as cinzas dos mártires em massas brancas, que são conhecidas como Santas Massas. As Santas Massas foram depositadas na cripta da igreja de Santa Engrácia, onde ainda estão preservadas.
Antes da invasão muçulmana, três concílios foram realizados em Saragoça. O Primeiro Concílio de Saragoça foi realizado em 380 durante o bispado de Valério II. Este conselho, antes dos concílios de Toledo, foi para a erradicação da Priscilianismo.

### Período visigodo (séculos V-VII)
Em 542, durante o cerco dos francos, os habitantes da cidade deram uma parte da estola de São Vicente manchada de sangue como o preço para a retirada das tropas.
A partir de 592-619, o bispo foi Máximo, que atendeu aos concílios de Barcelona e Egara. Durante seu episcopado foi realizado em 592 o Segundo Concílio de Saragoça, contra o arianismo.
A Sé de Saragoça foi ocupada durante o período gótico de dois bispos ilustres: São Bráulio (631-651), que participou do Quarto, Quinto e Sexto Concílios de Toledo, e Samuel Tajón (651-664), famoso por seus escritos e por ter descoberto em Roma a terceira parte do "Morália" de São Gregório.
O Terceiro Concílio de Saragoça foi realizado em 691 sob o bispo Valedero. Foi decidido que a rainha, uma vez viúva, teria que se retirar para um mosteiro de segurança e para manter o decoro.

### Período muçulmano (714-1118)
Durante a ocupação islâmica, o culto católico não desapareceu da cidade, as igrejas de Nossa Senhora e Santa Engrácia foram mantidas, enquanto que a catedral foi convertida em mesquita.
Dos bispos daquela época chegaram os nomes de Senior, que visitou Santo Eulógio em Córdova (849), de Eleca, que em 890 foi expulso pelos muçulmanos e buscou refúgio em Oviedo e de Paterno, que foi enviado pelo rei Sancho III de Navarra a Ordem de Cluny, para apresentar a reforma de Cluny, na Espanha, nos mosteiros de San Juan de la Peña e San Salvador de Leyre, e mais tarde foi nomeado bispo de Saragoça (1040-1077).

### Reconquista cristã (1118-1318)
O rei Afonso I de Aragão reconquistou a cidade em 18 de dezembro de 1118 e nomeou bispo Pedro de Libra, que recebeu a confirmação do Papa Gelásio II. López, em sua História de Saragoça, escreveu que Pedro de Libra teve sua sé na Catedral-Basílica de Nossa Senhora do Pilar e em 6 de janeiro de 1119 mandou purificar a Grande Mesquita, que dedicou ao São Salvador, para se tornar sé da cátedra episcopal. A partir daí, a polêmica teve a sua origem em 1135, entre os cânones de Pilar e de Seo sobre qual de fato é a catedral.

### Arquidiocese de Saragoça (1318-atualmente)
Em 1318 a diocese de Saragoça, até então sufragânea da arquidiocese de Tarragona, foi elevada à arquidiocese metropolitana por uma bula do Papa João XXII, em 14 de junho.
Nas disputas que se seguiram à morte do rei Martim I de Aragão, D. García Fernández de Heredia (1383-1411) foi assassinado por Antonio de Luna, um dos partidários do Conde Jaime II de Urgel.
Por mais de um século (1458–1577) era prerrogativa do bispo de príncipes de sangue real:
- 1458-1475: João de Aragão, filho ilegítimo de D. João II de Aragão;
- 1478-1520: Alonso de Aragão (ou Afonso de Aragão), filho ilegítimo de D. Fernando II de Aragão, que também foi arcebispo de Valência entre 1512 e 1520.
- 1520-1530: João de Aragão.
- 1539-1577: Hernando de Aragão, que anteriormente tinha sido abade do mosteiro cisterciense de Veruela.

Em 15 de setembro de 1485, Pedro de Arbués, cónego da Sé de Saragoça e inquisidor do Reino de Aragão, foi atacado e morto na catedral, provavelmente, por um converso. Em resposta ao assassinato, centenas de conversos foram presos e executados, incluindo os assassinos. Logo depois, Pedro de Arbués foi beatificado e canonizado.
Em 31 de julho de 1577, a diocese deu uma porção do seu território para o benefício da ereção da diocese de Teruel (hoje Diocese de Teruel e Albarracín).
Saragoça teve dois seminários: um dos santos Valério e Braulio, fundada por Dom Agustín de Lezo y Palomeque em 1788, foi destruído por uma explosão e reconstruido em 1824 por Dom Bernardo Francés Caballero e de São Carlos Borromeu, um antigo colégio seminário jesuíta se transformou em uma decisão do rei Carlos III.
No século XIX, a Arquidiocese sofreu graves consequências da Guerra Peninsular e das Guerras Carlistas.
Os limites diocesanos foram alterados pela última vez em 1955, resolver uma anomalia representada pela igreja de Santa Engrácia, que apesar de estar no centro de Saragoça, até então pertencia à Diocese de Huesca.
Em 1 de setembro de 2006 foi aprovada uma nova subdivisão da arquidiocese, em alguns vicariatos e arciprestados.

## Prelados

### Bispos de Saragoça
- Santo Atanásio de Saragoça †
- São Teodoro †
- Santo Epiteto †
- Félix † (254)
- Valero † (circa 277)
- São Valero † (290 - 315)
- Valero †
- Clemente † (326)
- Casto † (346)
- Valero † (380)
- Vicente † (516)
- Eleutério ? †
- João † (540 - 546)
- Vicente †
- Simplício † (589 - 592)
- Máximo † (592 - 619)
- Juan † (620 - 631)
- São Bráulio † (631 - 651)
- Samuel Tajón † (651 - 664)
- Valderedo † (683 - 701)
- Senior † (839 - 863)
- Eleca † (864 - 902)
- Juan † (971)
- Paterno † (1040 - 1107)
- Vicente † (1111)
- Pedro † (1112)
- Bernardo † (1113 - 1114)
- Pedro de Libra † (1118 - 1128)
- Esteban † (1128 - 1130)
- García Urrea de Majones † (1130 - 1137)
- Guilherme † (1137 - 1138)
- Bernardo † (1138 - 1152)
- Pedro de Torroja † (1152 - 1184)
- Raimundo de Castillazuelo † (1185 - 1199)
- Rodrigo de Rocaberti † (1200)
- Ramón de Castrocol † (1201 - 1216)
- Sancho de Ahones † (1216 - 1236)
- Bernardo de Monteagudo † (1236 - 1239)
- Vicente de Aragón † (1240 - 1244)
- Rodrigo de Ahones † (1244 - 1248)
- Arnaldo (Arnau) de Peralta † (1248 - 1271)
- Sancho de Peralta † (1271 - 1272)
- Pedro Garcés de Januas † (1279 - 1280)
- Fortún de Bergua † (1282 - 1289 deposto)
- Hugo de Mataplana † (1289 - 1296)
- Jimeno de Luna † (1296 - 1317 nomeado arcebispo de Tarragona)
- Pedro López de Luna † (1317 -  14 de junho de 1318)

### Arcebispos de Saragoça
- Pedro López de Luna † (14 de junho de 1318 - 1345)
- Pedro Aznar de Roda ? † (1345 - 1347)
- Pierre de la Jugié, O.S.B. † (1345 - 1347 nomeado arcebispo de Narbona)
- Guillaume d'Aigrefeuille † (1347 - 1350)
- Lope Fernández de Luna † (1351 - 1382)
- García Fernández de Heredia † (1383 -  1411)
- Francisco Clemente Pérez Capera † (1415 - 1419)
- Alonso de Argüello, O.P. † (1419 - 1429)
- Francisco Pérez Clemente Capera † (1429 - 1430) (pela segunda vez)
- Dalmau de Mur y Cervelló † (1431 - 1456)
- Juan de Aragão † (1458 - 1475)
- Ausias Despuig † (1475 - 1478)
- Alonso de Aragão † (1478 - 1520 nomeado arcebispo de Valência)
- Juan II de Aragão † (1520 - 1530)
- Frederico de Portugal, O.S.B. † (1532 - 1539)
- Hernando de Aragão, O.Cist. † (1539 - 1575)
- Bernardo Alvarado de Fresneda, O.F.M. † (1577 - 1577)
- Andrés Santos de Sampedro † (1578 - 1585)
- Andrés de Cabrera Bobadilla † (1586 - 1592)
- Alfonso Gregorio † (1593 - 1602)
- Tomás de Borja † (1603 - 1610)
- Pedro Manrique, O.S.A. † (1611 - 1615)
- Pedro González de Mendoza, O.F.M. † (1616 - 1623)
- Juan Martínez de Peralta, O.S.H. † (1624 - 1629)
- Martín Terrer Valenzuela, O.S.A. † (1630 - 1631)
- Juan Guzmán, O.F.M. † (1633 -  1634)
- Pedro Apaolaza Ramírez, O.S.B. † (1635 - 1643)
- Juan Cebrián Pedro, O. de M. † (1644 - 1662)
- Francisco de Gamboa, O.S.A. † (1663 - 1674)
  - Francisco de Lara † (1674 - 1675) (bispo eleito)
- Diego de Castrillo † (1676 - 1686)
- Antonio Ibáñez de la Riva Herrera † (1687 - 1710)
- Manuel Pérez Araciel y Rada † (1714 - 1726)
- Tomás Crespo Agüero † (1727 - 1742)
- Francisco Ignacio Añoa Busto † (1742 - 1746)
- Luis García Mañero † (1764 - 1767)
- Juan Sáenz de Bururaga † (1768 - 1777)
- Bernardo Velarde Velarde † (1779 - 1782)
- Agustín Lezo Palomeque † (1783 - 1796)
- Joaquín Company Soler, O.F.M. † (1797 - 1800 nomeado arcebispo de Valência)
- Ramón José Arce † (1801 - 1806 nomeado patriarca das Índias Ocidentais)
- Manuel Vicente Martínez Jiménez † (1816 - 1823)
- Bernardo Francés Caballero † (1824 - 1843)
- Manuel María Gómez de las Rivas † (1847 - 1858)
- Manuel García Gil, O.P. † (1858 - 1881)
- Francisco de Paula Benavides y Navarrete, O.S. † (1881 - 1895)
- Vicente Alda y Sancho † (1895 - 1901)
- Antonio María Cascajares y Azara † (1901 - 1901)
- Juan Soldevilla y Romero † (1901 - 1923)
- Rigoberto Domenech y Valls † (1924 - 1955)
- Casimiro Morcillo González † (1955 - 1964 nomeado arcebispo de Madrid)
- Pedro Cantero Cuadrado † (1964 - 1977)
- Elías Yanes Álvarez † (1977 - 2005)
- Manuel Ureña Pastor (2005 - 2014)
- Vicente Jiménez Zamora (2014 - 2020)
- Carlos Manuel Escribano Subías (desde 2020)